# エイッカ・トッピネン
エイノ・マッティ”エイッカ”トッピネン（Eino Matti "Eicca" Toppinen、1975年8月5日-）はフィンランド・ヴァンター出身のチェロ奏者・ドラマー。